# Вірамунай-01
Грама Ніладхарі Вірамунай-01 (№ 92) — Грама Ніладхарі підрозділу ОС Саммантурай, округ Ампара, Східна провінція, Шрі-Ланка.

## Демографія
| Населення (2007) | Населення (2007) | Населення (2007) | Населення (2007) | Населення (2007) |
| Населення        | Чоловіки         | Жінки            | Діти             | Дорослі          |
| ---------------- | ---------------- | ---------------- | ---------------- | ---------------- |
| 546              | 299              | 247              | 369              | 177              |